# Il sogno della camera rossa
Il sogno della camera rossa (cinese semplificato: 红楼梦, cinese tradizionale: 紅樓夢, Pinyin: Hónglóu Mèng), noto anche come La storia della pietra, è un romanzo cinese, tra le opere più rilevanti della letteratura mondiale moderna.
Il libro fu scritto durante il regno dell'imperatore Qianlong e inizialmente pubblicato nel 1792 in forma anonima a causa dell'inquisizione letteraria prevalente durante le dinastie Ming e Qing; successivamente si identificò l'autore in Cao Xueqin (曹雪芹, pinyin Cao Xue Qin), morto trent'anni prima della pubblicazione.
Il romanzo viene annoverato tra i Quattro grandi romanzi classici della letteratura cinese ed è un chiaro esempio della vocazione teatrale della narrativa cinese, sia per la sua complessissima trama sia per le numerose opere teatrali che, effettivamente, si sono ricavate da questa.

## Caratteristiche generali
L'opera è composta da 120 capitoli, di cui diverse sezioni degli ultimi 40 sono probabilmente da attribuire ad autori diversi da Cao Xuequin; questi ultimi sono attraversati da un numero enorme di personaggi secondari e situazioni intrecciate, che tendono ad allontanare la narrazione dall'intrigo centrale.
Il nucleo del romanzo presenta una meticolosa descrizione dei Chia, una ricca e aristocratica famiglia cinese che riveste diversi incarichi di rilievo in un'innominata città, la quale per molti aspetti ricorda le Nanchino e Pechino del tempo. Il centro del racconto è rappresentato dal triangolo amoroso fra il protagonista Chia Pao-yu e due sue cugine. Molti aspetti della storia di questa famiglia sono presi direttamente dagli eventi successi sotto il regno di Kangxi, il nonno di Qianlong.
Il romanzo appare come un'allegoria della vita in generale, ma appare chiaro anche l'intento di rappresentare un amaro ritratto della Cina dell'epoca e dell'autunno che stava per avvolgerla, anche se questo non ha impedito all'opera d'irradiare di nuova luce la Dinastia Qing. Si ritiene inoltre che i contenuti siano semi-autobiografici e riflettano le vicende della famiglia di Cao: come l'autore sottolinea nel primo capitolo, il romanzo vuole essere un memoriale per le donne che l'autore ha conosciuto in gioventù, fra cui amiche, parenti e serve.
Il romanzo è importante non solo per il numero enorme di personaggi (in maggior parte femminili) e per lo spessore psicologico, ma anche per l'osservazione precisa e dettagliata della vita e delle strutture sociali tipiche dell'aristocrazia del XVIII secolo. Vengono inoltre fornite informazioni di rilievo sulle strutture familiari dell'epoca e su vari temi come economia, religione, estetismo e sessualità.

## Lingua
Il romanzo, scritto in cinese vernacolare e non in cinese classico, è una delle opere che conferiscono dignità letteraria all'idioma vernacolare. L'autore è molto versato nel cinese classico - con tratti scritti in un erudito semi-wenyan – e nella poesia cinese. I dialoghi del romanzo sono scritti in un vivace dialetto mandarino di Pechino (che sarebbe diventato la base del cinese moderno parlato), con influenze del mandarino di Nanchino (dove viveva la famiglia di Cao nei primi anni del Settecento).

## Temi

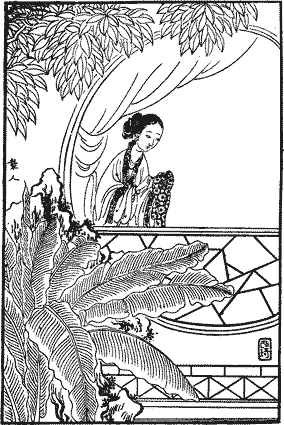
Un'incisione lignea della Dinastia Qing rappresentante una scena del romanzo

Il romanzo di solito è chiamato Hung Lou Meng o Hong Lou Meng (紅樓夢), letteralmente "Sogno della camera rossa". "Camera rossa" è un'espressione idiomatica che indica le camere appartate dove vivevano le figlie delle famiglie ricche. Si riferisce a un sogno del personaggio principale, Pao-yu, sogno ambientato in una "Camera rossa" e che preannuncia il destino di molti dei personaggi femminili del romanzo. "Camera" a volte viene tradotto anche come "Casa", per l'ampia accezione della parola cinese "樓".
Il nome della famiglia principale, "賈", è un omofono di un altro carattere cinese, "假", che significa falso, finto, fittizio, ingannevole o ipocrita. In questo modo Cao Xueqin suggerisce che la famiglia del romanzo è un riflesso realistico e una versione fittizia, o "onirica", della sua propria famiglia.
Un concetto che si trova nel buddismo cinese è che il mondo intero sia "polvere rossa" (紅塵), meramente illusoria, da cui bisogna cercare di allontanarsi. In questo modo il romanzo in un certo senso è in perfetto accordo con le credenze buddista (佛) e taoista (道), secondo cui per raggiungere l'illuminazione, si deve capire che il mondo è solo un sogno da cui ci si deve svegliare; e ci si dovrebbe ritirare dal mondo, appartandosi così dalla società (避世). Il romanzo però nella sua essenza si discosta da questi principi, perché pone l'accento sulla realtà, specialmente sulla realtà sociale; e il suo intento è cercare la verità e il bene della vita. Questo pensiero era considerato una religione da alcuni in quel periodo.

## Sommario della trama
Il romanzo fa una cronaca dettagliata, episodica, dei due rami del clan Jia, la casata Rong-guo (榮國府) e la casata Ning-guo (寧國府), che risiedono in due grandi quartieri residenziali nella capitale. I loro antenati avevano ricevuto il titolo di duchi e, all'inizio del romanzo, le due case sono ancora tra le più illustri famiglie della capitale. Il romanzo descrive la ricchezza e l'influenza dei Jia in modo dettagliato, naturalistico, e traccia la caduta dei Jia dalla loro posizione di elevato prestigio, seguendo circa trenta personaggi principali e oltre quattrocento personaggi minori. Alla fine il clan Jia cade in disgrazia presso l'Imperatore e le loro dimore vengono saccheggiate e confiscate.
La prefazione della storia (楔子, letteralmente "la contesa") contiene suggestioni soprannaturali taoiste e buddiste. Una pietra senziente, abbandonata dalla dea Nüwa quando riparò la volta celeste miliardi di anni fa, chiede a un sacerdote taoista e a un monaco buddhista di portarla in giro a vedere il mondo. La Pietra e il Divino Attendente (神瑛侍者) vengono separati ma restano collegati (Gao E li fuse insieme nella edizione Chengjia). Il protagonista, Jia Bao-yu, è l'erede adolescente della famiglia, forse una reincarnazione del Divino Attendente. Il Fiore della Perla Cremisi (絳珠仙子) è adesso incarnato nella cagionevole cugina di Bao-yu, l'emotiva Lin Dai-yu. Bao-yu è predestinato in questa vita a sposare un'altra cugina, Xue Bao-chai. Questo triangolo amoroso, sullo sfondo del declino delle sorti della famiglia, costituisce il filone più noto nella trama del romanzo.

## Personaggi

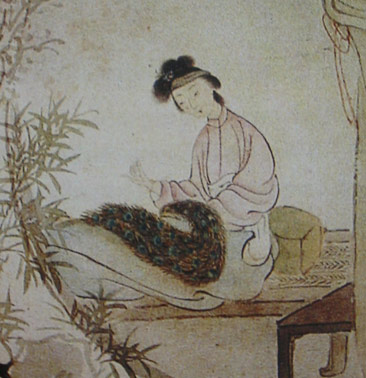
Una scena tratta dalla storia, dipinta anche da Xu Bao

Il sogno della camera rossa contiene un numero straordinariamente grande di personaggi. Quasi quaranta di loro sono considerati importanti, e ad essi se ne aggiungono seicento minori. Jia Bao-yu è il protagonista maschile. Le donne sono al centro della scena e spesso sono rappresentate come più capaci delle loro controparti maschili. I nomi delle serve e delle schiave sono date come nella pronuncia originale pinyin.

### Baoyu e le Dodici Belle di Jinling
- Jia Baoyu (賈寶玉) - il protagonista. Il figlio adolescente di Jia Zheng (賈政) e sua moglie, la signora Wang (王夫人). Nato con un pezzo di giada luminosa nella bocca (la Pietra), Baoyu è l'erede della casata Jung-kuo (榮國府). Disapprovato dal suo rigido padre confuciano, Pao-yu preferisce leggere Zhuāngzǐ e dei romanzi cinesi invece che i Quattro Libri, la base dell'educazione cinese classica. Baoyu è molto intelligente, ma odia i burocrati servili che frequentano la casa di suo padre. Si sottrae agli uomini normali, considerandoli moralmente e spiritualmente inferiori alle donne. Sensibile e compassionevole, Baoyu è convinto che "le ragazze siano nella loro essenza pure come l'acqua, e gli uomini sono invece torbidi come il fango".
- Lin Daiyu (林黛玉) - prima cugina e primo amore di Jia Baoyu. È la figlia di Ruhai (林如海), un funzionario-letterato di Yangzhou, e della nobildonna Jia Min (賈敏), zia paterna di Baoyu. Il romanzo propriamente detto comincia nel terzo capitolo, con l'arrivo di Daiyu a Casa Rong-guo subito dopo la morte di sua madre. Bella ma emotivamente fragile, gelosa, Daiyu è ciononostante una poetessa e una musicista estremamente raffinata. Il romanzo la designa come una della Dodici Donne di Jinling e la descrive come una donna solitaria, orgogliosa e, alla fine, tragica. Daiyu è la reincarnazione del Fiore della Perla Cremisi e lo scopo della sua vita mortale è ripagare l'acqua che Baoyu ha versato sotto forma di lacrime da lei versate per Baoyu. Daiyu è una delle quattro donne più importanti nella vita di Jia Baoyu ed è al primo posto tra le Dodici Belle di Jinling (金陵十二釵), insieme a Xue Baochai.
- Xue Baochai (薛寶釵) - altra prima cugina di Jia Baoyu. Unica figlia della Zia Xue (薛姨媽), sorella della madre di Baoyu, Baochai è la controparte di Daiyu. Laddove Daiyu è anticonvenzionale e ipersensibile, Baochai è sensibile e piena di tatto; una ragazza modello della Cina feudale. Il romanzo la descrive come bella e intelligente come la neve, ma anche molto riservata. Sebbene riluttante a mostrare tutto il suo sapere, Baochai sembra molto istruita in ogni campo, dagli insegnamenti buddhisti alla pittura su ceramica. Anche Baochai è una delle Dodici Belle di Jinling, ha il viso tondo, pelle chiara e, qualcuno direbbe, un corpo voluttuoso rispetto al corpo di Daiyu, sottile come un giunco. Baochai porta con sé un lucchetto d'oro che contiene le parole che un monaco taoista le ha detto quando era bambina. Il lucchetto d'oro di Baochai e la giada di Baoyu contengono iscrizioni che sembrano completarsi l'un l'altra perfettamente. Il loro matrimonio nel libro è considerato predestinato. Anche Baochai è anche una delle quattro donne più importanti nella vita di Jia Baoyu.
- Jia Yuanchun (賈元春) - sorella maggiore di Baoyu di circa dieci anni. All'inizio era una delle dame di compagnia nel palazzo imperiale, poi Yuanchun diventa Consorte Imperiale, avendo colpito l'Imperatore con le sue virtù e la sua istruzione. La sua posizione importante come favorita dell'Imperatore rappresenta il culmine del potere della famiglia Jia. Nonostante la sua posizione prestigiosa, Yuanchun si sente imprigionata tra le mura del palazzo imperiale. Alcuni studiosi pensano che, nella versione originaria, alla fine la morte improvvisa di Yuanchun provocasse la caduta precipitosa della famiglia Jia, trascinando con sé le Dodici Belle di Jinling.
- Jia Tanchun (賈探春) - sorellastra minore di Baoyu, attraverso la concubina Zhao, schiava di Jia Zheng. Impudente ed estremamente diretta, ha quasi le stesse abilità di Wang Xifeng. La stessa Wang Xifeng in privato le fa complimenti, ma lamenta che lei sia "nata nel grembo sbagliato", poiché i figli delle concubine non sono rispettati come quelli avuti dalle prime mogli. Tanchun ha il nomignolo di "Rosa" per la sua bellezza e per la sua personalità pungente.

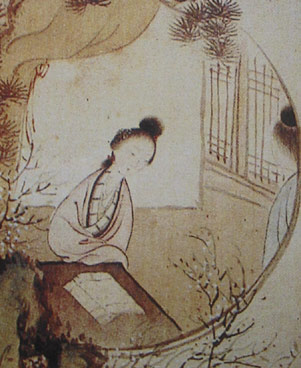

- Shi Xiangyun (史湘雲) - seconda cugina di Jia Baoyu, nipote della Nonna Jia. Rimasta orfana sin dall'infanzia, cresce in casa dei ricchi zii materni che non la trattano bene. Nonostante questo, Xiangyun è generosa e allegra. Bellezza piuttosto androgina, Xiangyun sta bene in abiti maschili e le piace bere e arrostire la carne personalmente (bere è considerata una cosa da uomini e arrostire la carne era considerato un segno di franchezza nella Cina antica). È assolutamente priva di tatto, ma la sua natura generosa è stimolata dai suoi commenti informali e veraci. È istruita ed ha talento per la poesia come Daiyu e Baochai. Anche lei è una delle quattro donne più importanti nella vita di Jia Baoyu.
- Miaoyu (妙玉) - una giovane monaca dei monasteri buddhisti della casata Rong-guo. Estremamente bella e istruita, ma anche estremamente sdegnosa e asociale; le piace troppo il pulito. Il romanzo dice che era stata costretta a diventare monaca a causa di una malattia, si è rifugiata nel monastero del Giardino della grande vista per evitare gli affari politici. Le piace il libro di Zhuāngzǐ. Anche lei è una delle quattro donne più importanti della vita di Jia Baoyu.
- Jia Yingchun (賈迎春) - Seconda donna nella generazione della casata Jia dopo Yuanchun, Yingchun è la figlia di Jia She, zio di Baoyu e quindi la seconda cugina più anziana. Persona gentile, priva di volontà, si dice che Yingchun abbia una personalità "di legno" e sembra piuttosto apatica nei confronti di tutte le questioni mondane. Sebbene molto carina e istruita, non è pari alle cugine per intelligenza e spirito. La caratteristica più famosa di Yingchun sembra essere il non volersi occupare degli affari della sua famiglia. Alla fine Yingchun sposa un nuovo favorito della corte imperiale, ma il suo matrimonio è solo un disperato tentativo di suo padre di risollevare le sorti in declino della famiglia Jia. Appena sposata Yingchun diventa vittima di abuso domestico e costante violenza da parte del violento e crudele marito.
- Jia Xichun (賈惜春) - seconda cugina di Baoyu, la minore, della casata Ningguo, ma allevata nella casata Rongguo. Pittrice di talento, è anche una devota buddhista. È anche sorella di Jia Zhen, capo della casata Ningguo. Alla fine del romanzo, dopo la caduta della casata Jia, Xichun abbandona le preoccupazioni mondane e diventa monaca buddhista. È la seconda più giovane delle Dodici Belle di Jinling, ed è un'adolescente nella maggior parte del romanzo.
- Wang Xifeng (王熙鳳), o Sorella Feng (鳳姐) - la cugina acquisita maggiore di Baoyu, giovane moglie di Jia Lian (che è primo cugino paterno di Baoyu), nipote della signora Wang. Xifeng è per questo legata a Baoyu per sangue e per matrimonio. Donna estremamente bella, Xifeng ha molte qualità, è intelligente, divertente e, a volte, viziosa e crudele. Innegabilmente la donna più mondana nel romanzo, Xifeng è incaricata della gestione quotidiana di casa Rongguo ed esercita un notevole potere economico e politico all'interno della famiglia. Essendo la favorita della signora Wang, Xifeng intrattiene continuamente la nobile Wang e la Nonna Jia con i suoi continui scherzi e con le sue chiacchiere divertenti, ricopre il ruolo della perfetta nuora e, compiacendo la Nonna Jia, governa l'intera casa con il pugno di ferro. Personalità tra le più sfaccettate del romanzo, Xifeng sa essere generosa verso i poveri e i diseredati. Dall'altro lato, Xifeng sa essere crudele fino a uccidere. La sua personalità festosa, la sua risata sonora e la sua grande bellezza creano un piacevole contrasto con le molte fragili, deboli belle donne che infestavano la letteratura della Cina del XVII secolo. il nome di Xifeng significa "Prospera Feng".
- Jia Qiaojie (賈巧姐) - figlia di Wang Xifeng e Jia Lian. La più giovane delle Dodici Belle di Jinling, è una bambina per gran parte del romanzo. Dopo la caduta della casata Jia, sposa il figlio del proprietario vicino di Nonna Liu e vive una vita tranquilla in campagna.
- Li Wan (李紈) - Cognata più vecchia di Baoyu, vedova del deceduto fratello maggiore di Baoyu, Jia Zhu (賈珠). Il suo compito principale è allevare suo figlio Lan ed educare le cugine. Il romanzo ritrae Li Wan, giovane vedova che va verso i trent'anni, come una donna gentile che non ha desideri terreni, il perfetto ideale confuciano di buona vedova in lutto. Alla fine raggiunge un elevato status sociale grazie al successo di suo figlio agli Esami imperiali, ma nel romanzo è una figura tragica perché Li Wan ha sprecato la sua giovinezza nella rigida osservanza delle regole di comportamento.
- Qin Keqing (秦可卿) - nuora di Jia Zhen. Tra tutti i personaggi del romanzo, le circostanze della sua vita e la sua morte precoce sono le più misteriose. All'apparenza una donna molto bella e frivola, aveva una relazione con suo suocero ed è morta già verso la metà del romanzo. In alcune edizioni si allude alla sua morte per suicidio.

## Omofoni
Gli omofoni sono una delle caratteristiche del romanzo. In questo libro molti nomi di personaggi e luoghi hanno un significato particolare. Alcuni sono ironici, altri sono allusivi. È una delle arti del romanzo.
- Huzhou (湖州) — Parlare a vuoto (胡謅)
- Zhen Shiyin (甄士隱) — Cose vere nascoste sotto (真事隱)
- Zhen Yinglian (甄英莲) — Davvero dovrebbe essere compatito (真應憐)
- Feng Su (封肅) — Costume (風俗)
- Huo Qi (霍啟) — Comincia il disastro / Il fuoco è acceso (禍起/火起)
- Jia (賈, Il cognome della famiglia principale) - Falso, finto, fittizio, ingannevole o ipocrita (假)
- Zhen (甄, Il cognome dell'altra famiglia principale) - Reale, vero (眞)
- Jia Yucun (賈雨村) — Parole non vere (姓賈名化：假話); Infatti non è (字時飛：實非); Parole non vere esistono (號雨村：假語存)
- Qing Keqing (秦可卿) — La sensazione dovrebbe essere sminuita / La sensazione può cadere (情可輕/情可傾)
- Yuanchun, Yingchun, Tanchun, Xichun (元迎探惜) — In origine dovrebbe essere alluso (原應嘆息)
- Dian'er (靛兒) — Capro espiatorio (墊兒)
- Zhang Youshi (張友士) — Qualcosa sta per accadere (有事)
- Jia Mei (賈玫) — Supponi di scomparire (假沒, 假設沒有這個人)
- Wei Ruolan (衛若蘭) — Il profumo è come un'orchidea (味若蘭)

## Versioni
I problemi testuali del romanzo sono complessi e in epoca moderna sono stati oggetto di ampi studi critici, dibattiti e congetture. Cao morì prima della pubblicazione del suo romanzo e sopravvissero alla sua morte solo dei manoscritti copiati a mano. Nel 1791 fu pubblicata la prima versione stampata: conosciuta come edizione Chenggao, questa edizione contiene correzioni e revisioni non autorizzate dall'autore.

### Le versioni Rouge
Il romanzo, pubblicato completamente nel XX secolo, era anonimo. A partire dal ventesimo secolo, secondo le analisi di Hu Shi, tutti concordano che Cao Xueqin scrisse i primi 80 capitoli del romanzo.
Fino al 1791 il romanzo circolò solo in trascrizioni manoscritte. Queste prime versioni copiate a mano si interrompono bruscamente alla fine del capitolo 80. Inoltre le prime contengono commenti e annotazioni trascritti da ignoti commentatori, in inchiostro rosso. Queste note dei commentatori rivelano molto sull'autore in persona e adesso si pensa che possa trattarsi addirittura di membri della famiglia di Cao Xueqin. Il commentatore più notevole è Rouge Inkstone (脂硯齋), che rivela molte cose sulla struttura interna del romanzo e sulla conclusione manoscritta originaria, andata perduta. Questi manoscritti sono le versioni testualmente più attendibili, e sono conosciute come versioni Rouge (脂本). Persino tra gli 11 manoscritti indipendenti superstiti ci sono piccole differenze nei caratteri usati, sistemazioni e forse riscritture tali che i testi sono un po' diversi tra loro.
Gli 80 capitoli originari abbondano di profezie e premonizioni drammatiche che suggeriscono anche come continuerà il libro. Per esempio, nel corso del romanzo è ovvio che alla fine Lin Daiyu morirà, che Baoyu e Baochai si sposeranno, che Baoyu diventerà monaco.
Le edizioni critiche più moderne basano i primi 80 capitoli sulle versioni Rouge.

### La versione Chenggao
Nel 1791 Gao E e Cheng Weiyuan misero insieme la prima edizione in caratteri tipografici mobili del romanzo. Questa fu anche la prima edizione "completa" della Storia della Pietra, che pubblicarono come Sogno della Camera Rossa. Mentre i manoscritti Rouge originali hanno ottanta capitoli, concludendo circa tre quarti della trama e chiaramente incompleti, l'edizione del 1791 completa il romanzo in centoventi capitoli. I primi ottanta capitoli sono basati sulle versioni Rouge, ma gli ultimi quaranta furono pubblicati ex novo.
Nel 1792, Chen e Gao pubblicarono una seconda edizione correggendo molti errori "tipografici ed editoriali" della versione del 1791, con una prefazione diventata famosa. Nella prefazione del 1792, i due editori dichiaravano di aver messo insieme un finale basato sui manoscritti autografi dell'autore che avevano acquistato da un venditore ambulante.
Il dibattito sugli ultimi quaranta capitoli e sulla prefazione del 1792 continua. La maggior parte degli studiosi moderni crede che questi capitoli siano un'aggiunta posteriore, con una trama e una prosa peggiore rispetto ai primi ottanta capitoli. Hu Shih sosteneva che il finale era stato formato semplicemente da Gao E, citando le profezie sul destino dei personaggi principali nel capitolo 5, in contrasto con il finale della versione Chenggao del 1791.
Altri critici suggeriscono che Gao E e Cheng Weiyuan furono indotti con l'inganno a considerare una frode altrui come un'opera originale. Una minoranza di critici crede che gli ultimi quaranta capitoli siano opera di Cao.
Il libro di solito è pubblicato e letto nella versione Cheng Weiyuan e Gao E, di centoventi capitoli. Alcune edizioni riportano gli ultimi quaranta capitoli in un'appendice. Inoltre alcune edizioni moderne non includono affatto gli ultimi quaranta capitoli.

## Traduzioni
in italiano
- Il sogno della camera rossa, a cura di Edoarda Masi [edizione ridotta], 2 voll., Torino: Utet, 1964, 1981 ISBN 88-02-03640-3; Milano: BUR, 2008 ISBN 978-88-17-02075-6
- Il sogno della camera rossa, a cura di Franz Kuhn, trad. di Clara Bovero e Carla Pirrone Riccio [edizione ridotta dal tedesco], Torino: Einaudi ("I millenni"), 1958, 1970, 1997 ISBN 88-06-00835-8 ISBN 88-06-08359-7
- Il sogno della camera rossa, id., con il saggio di Gabriele Foccardi "Immagini di giada e percorsi del sogno", Torino: Einaudi ("ET" n. 173 e "ET Biblioteca" n. 16), 1994, 2006 ISBN 88-06-13385-3 ISBN 978-88-06-18367-7
- Il sogno della camera rossa, a cura di Cataldo Russo [edizione ridotta], Milano: Tranchida, 1997 ISBN 88-8003-148-1

in inglese
- The Story of the Stone (i primi ottanta capitoli di David Hawkes e gli ultimi quaranta di John Minford), basata sulle versioni Chenggao, Penguin Classics, Bloomington: Indiana University Press, cinque volumi, 1973-1980. ISBN 0-14-044293-6, ISBN 0-14-044326-6, ISBN 0-14-044370-3; ISBN 0-14-044371-1, ISBN 0-14-044372-X.
- The Dream of the Red Chamber (David Hawkes), New York: Penguin Group 1996. ISBN 0-14-600176-1
- Dream of the Red Chamber (Wang Chi-Chen), basata sulle versioni Rouge, ridotta, ampiamente tradotta nel 1929, poi ampliata per la pubblicazione nel 1958. ISBN 0-385-09379-9
- The Dream of the Red Chamber (Florence e Isabel McHugh), ridotta, basata sulla traduzione in tedesco di Franz Kuhn. 1958, ISBN 0-8371-8113-5
- A Dream of Red Mansions (Gladys Yang and Yang Hsien-yi) Beijing: Foreign Language Press, tre volumi, 1978-1980.
- Hung Lou Meng (H. Bencraft Joly), basata sulle versioni Chenggao, dal Progetto Gutenberg, Hong Kong: Kelly & Walsh, 1892-1893, è disponibile anche la versione pubblicata su carta. Wildside Press, ISBN 0-8095-9268-1; e Hard Press, November 3, 2006, ISBN 1-4069-4079-8.
- Red Chamber Dream (Dr. B.S. Bonsall), basata sulle versioni Chenggao, edizione Typewriter. Disponibile sul web.